# Thot (groupe)
Pour les articles homonymes, voir Thot (homonymie).
Thot est un groupe belge de rock industriel et post-rock, fondé par le Français Grégoire Fray au milieu des années 2000, à Bruxelles. 
Le nom du groupe fait référence à un personnage du dessin animé « Les Mondes engloutis » (Episode 4) ainsi qu’au dieu Égyptien du même nom.

## Historique
Le collectif voit plusieurs changement de line-up au fil des années, à l’instar d’une prolifique production musicale et visuelle: plusieurs albums, Ep, remixes, clips vidéos, versions acoustiques et collaborations musicales (le titre Grueenn avec Colin E Van Eeckout du groupe belge Amenra). THOT a notamment été remixé par Ben Chisholm (bassiste et claviériste du groupe de Chelsea Wolfe) et par le producteur allemand T.Raushmiere.
Leur style oscille entre rock-industriel et post-rock. Des groupes tels que Nine Inch Nails, Nick Cave, Bauhaus, The Mars Volta ou Neurosis sont cités pour définir leur musique.
Le terme ‘Vegetal Noise Music”, a cependant été proposé par Grégoire Fray pour définir les contours artistiques du projet.
Après quelques démos et un EP The Huffed Hue, le collectif se stabilise en 2009 autour de Grégoire Fray (guitare, chant, clavier), Gil Chevigné (batterie), Hugues Peeters (clavier), Arielle Moens (chant, projections vidéos live) et une succession de plusieurs bassistes.
Le collectif s’illustre sur plusieurs scènes belges (Magasin4, Fantastique Night, Boutik Rock, Riffs n' Bips, Autumn Rock Festival, Orangerie du Botanique en première partie de The Young Gods, Beursschouwburg, Dunk!Festival) et européennes (République Tchèque, Pologne, Hongrie, France, Allemagne, Croatie, Slovénie). Plusieurs albums (Obscured by The Wind en 2011, The City That Disappears en 2014 sur Black Basset Records), Eps (Ortie en 2009, The Fall of The Water Towers en 2012, XVNM en 2015) paraissent dans cette période, entrecoupées de clips, remixes, versions acoustiques et tournées européennes.
Après une longue tournée de 3 semaines à l’automne 2015, le collectif participe au film «Brussels Swings» de l'artiste belge Marie-Jo Lafontaine en janvier 2016, puis assure la première partie du groupe français Carpenter Brut à la Cigale (Paris) en mai de la même année, avant de s'atteler à la production d’un nouvel album.
L’album FLEUVE sort le 20 octobre 2017 sur le label belge Weyrd Son Records, et est introduit par une citation de Bertolt Brecht: « The river that everything drags is known as violent, but nobody calls violent the margins that arrest her ».
Selon Fray, c’est son album le plus ambitieux tant dans le contenant (enregistrement live et production minimale pour garder un son brut) que dans le contenu (chaque titres porte le nom d'une rivière coulant sur le continent européen). Cet album est enregistré, mixé et masterisé par Magnus Lindberg, batteur et producteur du groupe suédois Cult of Luna (Il avait déjà mixé l’album The City That Disappears).
Après quelques concerts de promotion et décisions personnelles de membres du groupe, Grégoire Fray entreprend une refonte du line-up afin d’assurer les concerts prévus en 2018 et 2019. Ainsi, le nouveau collectif se compose de Grégoire Fray (guitare, chant, clavier), Gil Chevigné (batterie), Juliette Mauduit (percussions, clavier, chant), Alice Thiel (clavier, guitare, chant), Lukas Melville (batterie), Ulysse Wautier (batterie), Michael Thiel (percussions) et devient, par la force des choses, modulable suivant les projets de concert. En témoigne une performance avec 2 batteurs lors du Festival de Dour à l’été 2018.
Depuis, THOT a rejoint réseau Europavox  et a tourné massivement en Belgique et en Europe, dans des festivals tels que Dour Festival (Be), Dunk!Festival (Be), Bergmal Festival (Ch), Žižkovská noc (Cz), Soundrive Festival (Pl), Mastering The Music Business (Ro) et même le Zandari Festa en Corée du Sud.
Le collectif a également assuré en 2019 les premières parties du groupe américain HEALTH en Belgique et en Italie, ainsi que du groupe américain Young Widows (en) en Belgique.
Depuis ses débuts, le collectif a cherché à développer une éthique de « direct to fan » en proposant ses albums en prix libre au téléchargement, en donnant la parole aux fans ou en les invitant à prendre part au projet via des concours de remixes. En témoigne le nouveau site du collectif qui propose des articles dans lesquels les fans parlent de leur relation avec le projet.

## Membres

### Membres actuels
- Grégoire Fray - guitare, chant, claviers, songwriting, direction artistique (depuis 2005)
- Juliette Mauduit - percussions, claviers, chant (depuis 2018)
- Alice Thiel - claviers, guitare, basse, chant (depuis 2018)
- Michael Thiel -  percussions (depuis 2018)
- Michael-John Joosen - batterie (depuis 2019)

### Anciens Membres
- Gil Chevigné - batterie (2008 - 2018)
- Lukas Melville - batterie (2018 - 2019)
- Ulysse Wautiers - batterie (2019)
- Arielle Moens - chant, projections vidéos live, percussions (2009 - 2017)
- Dimitri Iannello - basse, claviers (2014 - 2017)
- Julien Forthomme - basse, claviers (2010 - 2014)
- Hugues Peeters - claviers (2019 - 2015)
- Bartolomeo La Punzina - basse (2010)
- Phyl Gillès - claviers (2011)

## Discographie
Les différentes sorties de THOT apparaissent sur leur page Bandcamp, mais également sur les différentes plateformes de streaming.

### Eps
- 2005 : The Huffed Hue (Cd + digital)
- 2009 : Ortie  (vinyle 12” + digital)
- 2012 : The Fall of The Water Towers (Livre-cd en édition très limitée + digital)
- 2015 : XVNM (vinyle 10” en édition très limitée + digital)

### Albums
- 2011 : Obscured by The Wind (Cd + digital)
- 2014 : The City That Disappears (vinyle 12” + digital)
- 2017 : FLEUVE (double vinyle 12” en 3 éditions + digital + Cd + K7 boxset en édition limitée)